# ウエダハジメ
ウエダ ハジメは日本の漫画家。多摩美術大学美術学部絵画学科油絵専攻卒業。
簡略的に記号化されたキャラクターと世界観、殴り書きのような独特なペンタッチが特徴。

## 略歴
大学時代は漫画研究会に所属していた。冬目景と共に先輩である山田玲司のアシスタントなどを経験している。
「上田大王」「上田ハジメ」等のP.Nで1990年代初期から同人活動をしている。サークル名は「貧血エレベーター」。2000年、GAINAXのアニメ作品『フリクリ』の漫画化でデビュー。
2015年5月、初となる個展を開催した。

## 作品

### 単行本（コミック）
- 『フリクリ』（原作：GAINAX） マガジンZKC、講談社 全2巻 ・ 星海社文庫、星海社 全2巻
- 『Qコちゃん THE地球侵略少女』 マガジンZKC、講談社 全2巻

### 未単行本化作品
- 『うりこひめさま』（ファウストvol.6 SIDE-A/SIDE-B・読切）
- 『鉄人形部隊』（コミックファウスト・読切）
- 『のんぼると』（ファウストvol.7・読切）

その他、雑誌掲載や1P形態での漫画及びイラストなどの発表作がある。

### アニメーション
- 『トップをねらえ2!』（アニメ、設定協力）
- 『うた∽かた』（変身コスチューム、第3話エンドカード）
- 『化物語』（エンディングアニメーション〈第4話、第6話 - 第12話、SP〉、第十二話エンドカード）
- 『夏のあらし! 〜春夏冬中〜』（第10話エンドカード）
- 『魔法少女まどか☆マギカ』（第6話予告イラスト）
- 『偽物語』（エンディングアニメーション、ひたぎの回想シーン、原画）
- 『猫物語（黒）』（エンディングアニメーション、劇中イラスト）
- 『〈物語〉シリーズ セカンドシーズン』（エンディングアニメーション、鬼物語のオープニングアニメーション、花物語の劇中影絵）
- 『ニセコイ』（第2話提供バックイラスト）
- 『掟上今日子の備忘録』×〈物語〉シリーズ コラボCM（作画）
- 『憑物語』（エンディングアニメーション）
- 日本アニメ（ーター）見本市 「I can Friday by day!」（2015年）(web配信) 原案・脚本
- 『終物語』（エンディングアニメーション）
- 『傷物語〈I 鉄血篇〉』（原画）
- 『暦物語』（エンディングアニメーション）
- 『傷物語〈III 冷血篇〉』（古傷物語）
- 『龍の歯医者』（コンセプトデザイン）
- 『終物語』（劇中地獄イメージ）
- 『3月のライオン』（第30話エンドカード）
- 『マギアレコード 魔法少女まどか☆マギカ外伝』（第5話エンドカード）
- 『RWBY 氷雪帝国』（第4話エンドカード）
- 『〈物語〉シリーズ オフ&モンスターシーズン』（エンディングアニメーション、第12話エンドカード）
- YOASOBI 「UNDEAD」ミュージックビデオ

### エッセイ
- 『地獄の映画観光』（映画秘宝連載）
- 『地獄でみるアニメへるみる』（オトナアニメ連載）

### コンピュータゲーム
- 『CRYSTAR -クライスタ-』（インサートアニメーション）

## 関連人物
- 山田玲司 - 大学の先輩で、初期の漫画原稿を手伝っている。[要出典]
- いづなよしつね - イラストレーターで、ウエダとは懇意の仲である。[要出典]